# Yoshihiro Natsuka
Yoshihiro Natsuka (名塚 善寛 Natsuka Yoshihiro?,  nacido el 7 de octubre de 1969 en Chiba) es un exfutbolista japonés que se desempeñaba como defensa.
Natsuka jugó 11 veces para la selección de fútbol de Japón entre 1994 y 1995. Natsuka fue elegido para integrar la selección nacional de Japón para los Copa FIFA Confederaciones 1995.

## Trayectoria

### Clubes
| Club               | País  | Año         |
| ------------------ | ----- | ----------- |
| Bellmare Hiratsuka | Japón | 1988 - 1998 |
| Consadole Sapporo  | Japón | 1999 - 2001 |

### Selección nacional
| Selección | País  | Año         |
| --------- | ----- | ----------- |
| Absoluta  | Japón | 1994 - 1995 |

## Estadística de equipo nacional
| Selección de Japón | Selección de Japón | Selección de Japón |
| Año                | Part.              | Goles              |
| ------------------ | ------------------ | ------------------ |
| 1994               | 9                  | 1                  |
| 1995               | 2                  | 0                  |
| Total              | 11                 | 1                  |

## Palmarés

### Títulos nacionales
| Título             | Club               | País  | Año  |
| ------------------ | ------------------ | ----- | ---- |
| Copa del Emperador | Bellmare Hiratsuka | Japón | 1995 |

### Distinciones individuales
| Distinción        | Año  |
| ----------------- | ---- |
| J. League Best XI | 1994 |